# Germering
Germering é uma cidade da Alemanha localizado no distrito de Fürstenfeldbruck, região administrativa de Alta Baviera, estado da Baviera.